# 平南站 (河北省)
平南站位于河北省石家庄市鹿泉区寺家庄镇平南村，原名高迁站，建于1912年，中心里程为京广铁路279公里+013米。目前为三等站，距北京西站289公里，距北京丰台站278公里，距广州站2005公里，不办理客运业务。
本站货场办理整车货物发到、水陆联运、国际联运货物，由本站出岔的专用线包括中铁六局集团石家庄铁路建设有限公司专用线、河北华电石家庄裕华热电有限公司专用线以及中车石家庄车辆（栾城厂区）专用铁路。